# 科羅希涅
51°13′0″N 27°32′39″E / 51.21667°N 27.54417°E
科羅希涅（烏克蘭語：Корощине），是烏克蘭北部的村莊，隸屬日托米爾州的科羅斯滕區。該村始建於1906年，面積1.74平方公里，海拔高度184米，2001年人口743，人口密度每平方公里427.01人。